# Engin Öztürk
Engin Öztürk (Eskişehir, 28 settembre 1986) è un attore turco.

## Biografia
È nato nel 1986 a Eskişehir (Turchia) da padre di origine turca emigrato dalla Bulgaria (il quale fu un cadetto di aviazione nell'esercito turco), Erdoğan, e da madre di origine turca emigrata da Salonicco, Nermin. Dopo la laurea presso la scuola superiore Anatoliana di Eskişehir Fatih, scelse la professione di suo padre.
Ha lasciato il TSK (forze armate turche) nel 2006 per la sua incompatibilità con il servizio militare. Dal 2010 al 2012 ha fatto il suo esordio sul piccolo schermo con il ruolo di Selim Yaşaran nella serie televisiva Fatmagül'ün Suçu Ne?. Nel 2012 ha completato la sua formazione presso il Hacettepe University State Conservatory.

## Filmografia

### Cinema
- Çanakkale Yolun Sonu, regia di Serdar Akar e Kemal Uzun (2013)
- Biz Böyleyiz, regia di Caner Özyurtlu (2020)

### Televisione
- Fatmagül'ün Suçu Ne? – serie TV, 80 episodi (Kanal D, 2010-2012)
- Behzat Ç. Bir Ankara Polisiyesi – serie TV, 27 episodi (Star TV, 2012-2013)
- Il secolo magnifico (Muhteşem Yüzyıl) – serie TV, 36 episodi (Star TV, 2013-2014)
- Hayat Yolunda – serie TV, 13 episodi (Kanal D, 2014-2015)
- Hatırla Gönül – serie TV, 13 episodi (Star TV, 2015)
- Yüksek Sosyete – serie TV (Star TV, 2016)
- Diriliş: Ertuğrul – serie TV, 14 episodi (TRT 1, 2018)
- The Protector (Hakan: Muhafız) – serie TV, 8 episodi (Netflix, 2018-2020)
- Yüzleşme – serie TV, 4 episodi (Kanal D, 2019)
- My Home My Destiny (Doğduğun Ev Kaderindir) – serie TV, 31 episodi (TV8, 2019-2021)
- 50m2 – serie TV, 8 episodi (Netflix, 2021)
- Annenin Sırrıdır Çocuk – serie TV, 11 episodi (TV8, 2022)
- Sıfırıncı Gün – serie TV, 8 episodi (TV8, 2022-2023)
- İkinci Raunt – serie TV (BluTV, 2024)
- Sandık Kokusu – serie TV (Show TV, 2024-2025)
- Aşkın Pusulası – serie TV (GAİN, 2025)

## Doppiatori italiani
Nelle versioni in italiano dei suoi film e delle sue serie TV, Engin Öztürk è stato doppiato da:
- Francesco Bulckaen[6] in 50m2[7]
- Enrico Chirico[8] in My Home My Destiny[9]

## Riconoscimenti
- GQ Men Of The Year
  - 2020: Premio speciale per la sportività[10][11]
- Murex D'Or
  - 2015: Vincitore come Miglior attore per le serie Fatmagül'ün Suçu Ne? e Il secolo magnifico (Muhteşem Yüzyıl)[12]